# Alexandra Bura
Alexandra Bura (* 16. März 1993) ist eine deutsche Volleyballspielerin.

## Karriere
Bura stammt aus einer Volleyball-Familie und wurde mit dem VC Stuttgart 2009 deutsche U18-Meisterin. Nach ihrem Abitur spielte sie zwei Jahre an der Cal State University in Los Angeles. Ab 2014 spielte die Zuspielerin mit der zweiten Mannschaft von Allianz MTV Stuttgart in der 2. Bundesliga Süd. 2017/18 war Bura beim Ligakonkurrenten VC Offenburg aktiv und gewann hier die Meisterschaft. 2020 stand Bura im Bundesliga-Kader von Allianz MTV Stuttgart, spielt seit 2020 aber wieder in der zweiten Mannschaft.
Bura ist auch im Beachvolleyball auf regionalen Turnieren aktiv.